# Gudhems socken
Gudhems socken i Västergötland ingick i Gudhems härad, ingår sedan 1974 i Falköpings kommun och motsvarar från 2016 Gudhems distrikt.
Socknens areal är 21,44 kvadratkilometer varav 21,41 land. År 2000 fanns här 758 invånare. Tätorten Gudhem med Gudhems kloster samt Gudhems kungsgård med sockenkyrkan Gudhems kyrka ligger i socknen.

## Administrativ historik
Socknen har medeltida ursprung. 
Vid kommunreformen 1862 övergick socknens ansvar för de kyrkliga frågorna till Gudhems församling och för de borgerliga frågorna bildades Gudhems landskommun. Landskommunen utökades 1952 som 1974 uppgick i Falköpings kommun. Församlingen utökades 2006.
1 januari 2016 inrättades distriktet Gudhem, med samma omfattning som församlingen hade 1999/2000.  
Socknen har tillhört län, fögderier, tingslag och domsagor enligt vad som beskrivs i artikeln Gudhems härad. De indelta soldaterna tillhörde Skaraborgs regemente Livkompaniet och Västgöta regemente, Gudhems kompani.

## Geografi
Gudhems socken ligger norr om Falköping. Socknen är odlad slättbygd på Falbygden med skog i norr.

## Fornlämningar
Lösfynd, sex gånggrifter och två hällkistor från stenåldern är funna. Från brons- och järnåldern finns gravar och stensättningar. Från järnåldern finns gravfält, stensträngar och fossil åkermark.

## Namnet
Namnet skrevs på 1170-talet Gudhem och kommer från kyrkbyn och Gudhems kloster. Namnet betyder 'plats där gudarna uppehåller sig och ägnas speciell dyrkan'.